# Coupe Banque Nationale 2016
Coupe Banque Nationale 2016, oficiálním sponzorským názvem Coupe Banque Nationale présentée par Mazda 2016, byl tenisový turnaj pořádaný jako součást ženského okruhu WTA Tour, který se hrál na krytých dvorcích s kobercem v halovém komplexu PEPS de l'Université Laval. Probíhal mezi 12. až 18. zářím 2016 v kanadském Québecu jako dvacátý čtvrtý ročník turnaje.
Turnaj s rozpočtem 250 000 dolarů patřil do kategorie WTA International Tournaments. Nejvýše nasazenou hráčkou ve dvouhře se stala světová třicet devítka Eugenie Bouchardová z Kanady. Jako poslední přímá účastnice do dvouhry nastoupila 161. hráčka žebříčku Sachia Vickeryová ze Spojených států.
Premiérový singlový titul na okruhu WTA Tour vyhrála 19letá teenagerka Océane Dodinová z Francie, jíž bodový zisk zajistil první posun do elitní světové stovky žebříčku. Deblovou část ovládl nejvýše nasazený český pár Andrea Hlaváčková a Lucie Hradecká, který získal první společnou trofej od US Open 2013.

## Distribuce bodů a finančních odměn

### Distribuce bodů
| Soutěž  | vítězky | finalistky | semifinalistky | čtvrtfinalistky | 16 v kole | 32 v kole | Q  | Q3 | Q2 | Q1 |
| ------- | ------- | ---------- | -------------- | --------------- | --------- | --------- | -- | -- | -- | -- |
| dvouhra | 280     | 180        | 110            | 60              | 30        | 1         | 18 | 14 | 10 | 1  |
| čtyřhra | 280     | 180        | 110            | 60              | 1         | —         | —  | —  | —  | —  |

### Finanční odměny
| Soutěž  | vítězky | finalistky | semifinalistky | čtvrtfinalistky | 16 v kole | 32 v kole | Q2     | Q1   |
| ------- | ------- | ---------- | -------------- | --------------- | --------- | --------- | ------ | ---- |
| dvouhra | $43 000 | $21 400    | $11 500        | $6 175          | $3 400    | $2 100    | $1 020 | $600 |
| čtyřhra | $12 300 | $6 400     | $3 435         | $1 820          | $960      | —         | —      | —    |

## Ženská dvouhra

### Nasazení
| Stát                          | Hráčka                     | WTA  | Nasazení |
| ----------------------------- | -------------------------- | ---- | -------- |
| Kanada                        | Eugenie Bouchardová        | 39.  | 1.       |
| Německo                       | Annika Becková             | 41.  | 2.       |
| Chorvatsko                    | Mirjana Lučićová Baroniová | 57.  | 3.       |
| Německo                       | Julia Görgesová            | 64.  | 4.       |
| Spojené království            | Naomi Broadyová            | 82.  | 5.       |
| Německo                       | Mona Barthelová            | 96.  | 6.       |
| Rusko                         | Jevgenija Rodinová         | 98.  | 7.       |
| USA                           | Samantha Crawfordová       | 101. | 8.       |
| Žebříček WTA k 29. srpnu 2016 |                            |      |          |

### Jiné formy účasti
Následující hráčky obdržely divokou kartu do hlavní soutěže:
- Françoise Abandová
- Aleksandra Wozniaková
- Carol Zhaová

Následující hráčky si zajistily postup do hlavní soutěže v kvalifikaci:
- Lauren Davisová
- Amandine Hesseová
- Barbora Krejčiková
- Danielle Laová
- Jamie Loebová
- Tereza Martincová

Následující hráčka postoupila z kvalifikace jako tzv. šťastná poražená:
- Barbora Štefková[1]

### Odhlášení
před zahájením turnaje
- Tímea Babosová[6] → nahradila ji Elica Kostovová
- Anna-Lena Friedsamová → nahradila ji Jessica Pegulaová
- Bethanie Matteková-Sandsová → nahradila ji Barbora Štefková
- Monica Niculescuová → nahradila ji Catherine Bellisová
- Francesca Schiavoneová → nahradila ji Jekatěrina Alexandrovová
- Anna Tatišviliová → nahradila ji Ysaline Bonaventureová

## Ženská čtyřhra

### Nasazení
| Stát                                                                      | Hráčka                 | Stát  | Hráčka             | WTA  | Nasazení |
| ------------------------------------------------------------------------- | ---------------------- | ----- | ------------------ | ---- | -------- |
| Česko                                                                     | Andrea Hlaváčková      | Česko | Lucie Hradecká     | 20.  | 1.       |
| Argentina                                                                 | María Irigoyenová      | Česko | Barbora Krejčíková | 87.  | 2.       |
| Rusko                                                                     | Alla Kudrjavcevová     | Rusko | Alexandra Panovová | 101. | 3.       |
| Belgie                                                                    | Ysaline Bonaventureová | USA   | Maria Sanchezová   | 181. | 4.       |
| Žebříček WTA k 29. srpnu 2016; číslo je součtem umístění obou členek páru |                        |       |                    |      |          |

### Jiné formy účasti
Následující páry obdržely divokou kartu do hlavní soutěže:
- Françoise Abandová /  Jelena Bovinová
- Eugenie Bouchardová /  Jessica Pegulaová

## Přehled finále

### Ženská dvouhra
- Océane Dodinová vs.  Lauren Davisová, 6–4, 6–3

### Ženská čtyřhra
- Andrea Hlaváčková /  Lucie Hradecká vs.  Alla Kudrjavcevová /  Alexandra Panovová, 7–6(7–2), 7–6(7–2)